# Lloyd Walton
Lloyd Walton (Chicago, 23 novembre 1953) è un ex cestista statunitense, professionista nella NBA.

## Carriera
Venne selezionato dai Milwaukee Bucks al trerzo giro del Draft NBA 1976 (40ª scelta assoluta).